# Ron Kirk
Ronald ”Ron” Kirk, född 27 juni 1954 i Austin, Texas, är en amerikansk demokratisk politiker. 
Han var borgmästare i Dallas 1995–2002 och USA:s handelsrepresentant och medlem i presidentens kabinett 2009–2013.

## Biografi
Kirk avlade 1976 grundexamen vid Austin College och 1979 juristexamen vid University of Texas at Austin.
Kirk var delstatens statssekreterare (Secretary of State of Texas) 1994–1995. Han valdes sedan till borgmästare i Dallas med 62 procent av rösterna. Han blev den första afroamerikanen att inneha ämbetet.
Han avgick som borgmästare för att kandidera till USA:s senat i kongressvalet 2002. Han förlorade mot republikanen John Cornyn.
Efter utnämningen till handelsrepresentant framkom det att Kirk hade 10 000 amerikanska dollar i obetalda skatter. Han lovade att betala summan till Internal Revenue Service.